# Murfreesboro (Caroline du Nord)
Pour les articles homonymes, voir Murfreesboro.
Murfreesboro est ulle américaine située dans le comté de Hertford en Caroline du Nord. En 2010, sa population était de 2 835 habitants.

## Démographie
| 1860 | 1870 | 1880 | 1890 | 1900 | 1910 |
| ---- | ---- | ---- | ---- | ---- | ---- |
| 466  | 753  | 645  | 674  | 657  | 809  |

| 1920 | 1930  | 1940  | 1950  | 1960  | 1970  |
| ---- | ----- | ----- | ----- | ----- | ----- |
| 621  | 1 000 | 1 550 | 2 140 | 2 643 | 4 418 |

| 1980  | 1990  | 2000  | 2010  | - | - |
| ----- | ----- | ----- | ----- | - | - |
| 3 007 | 2 580 | 2 045 | 2 835 | - | - |

## Traduction
- (en) Cet article est partiellement ou en totalité issu de l’article de Wikipédia en anglais intitulé « Murfreesboro, North Carolina » (voir la liste des auteurs).